# Batracomiomaquia
Batracomiomaquia (do grego Βατραχομυομαχία; βάτραχος, sapo, μῦς, rato, e μάχη, batalha) ou A Batalha dos Sapos e Ratos é uma paródia cômica no poema épico Ilíada, comumente atribuído a Homero pelos romanos, mas, de acordo com Plutarco foi escrito por Pigres de Halicarnasso, o irmão (ou filho) de Artemísia I de Cária, aliada de Xerxes I. Alguns literatos modernos, no entanto, atribuem-no a um poeta anônimo do tempo de Alexandre, o Grande.
A palavra batracomiomaquia passou a significar uma "briga boba".

## Enredo
Um rato, bebendo água de um lago, conhece o rei dos sapos, que o convida para entrar em sua casa. Como o rei dos sapos consegue nadar através do lago, o rato é levado em suas costas, até que encontram uma assustadora cobra. O sapo mergulha, esquecendo-se do rato, que se afoga. Outro rato à margem do lago testemunha toda a cena, e corre para falar a todos do ocorrido. Os ratos se preparam para uma batalha, a fim de vingar a traição do rei sapo, e enviam um arauto para dar a declaração de guerra. As rãs culpam o rei Sapo, que nega completamente o incidente. Entretanto, Zeus que vê a guerra sendo preparada, propõe que os deuses tomem partido, e incumbe Atena de ajudar os ratos. Atena recusa, alegando que os ratos já a fizeram inúmeras travessuras. No fim, os deuses decidem assistir à peleja sem se envolver. A primeira batalha acontece e os ratos ganham. Zeus convoca uma força de caranguejos para impedir que as rãs sejam completamente destruídas. Impotentes contra os caranguejos blindados, os ratos recuam, e a guerra de um dia termina ao pôr-do-sol.

## Traduções
Há quatro traduções do poema para a língua portuguesa.
- "Batalha de ratos e batráquios" em Poemetos e fragmentos (Tradução, introdução e notas do Padre Manuel Alves Correia).[3] Lisboa: Livraria Sá da Costa, 1947, pp. 1-44.
- Batracomiomaquia. A batalha dos ratos e rãs (Estudo e tradução de Fabricio Possebon). São Paulo: Humanitas - FFLCH/USP, 2003.
- Batracomiomaquia. Edição da tradução portuguesa de António Maria do Couto.[4] Lisboa: Faculdade de Letras da Universidade de Lisboa, 2007.
- Batracomiomaquia. A guerra das rãs e dos ratos (Introdução e tradução do grego por Rodolfo Pais Nunes Lopes). Coimbra: Fluir Perene/IEC, 2008.